# Sulbentin
Sulbentin (Dibenzthion) ist ein Antimykotikum zur topischen (lokalen) Anwendung. Es ist gegen Dermatophyten wirksam. Zusammen mit dem ähnlich wirkenden Monobenzthion gehört es zur Gruppe der Thiadiazine.

## Handelsnamen
Fungiplex (außer Handel) u. a.